# Représentation sacrée
 (juillet 2009).

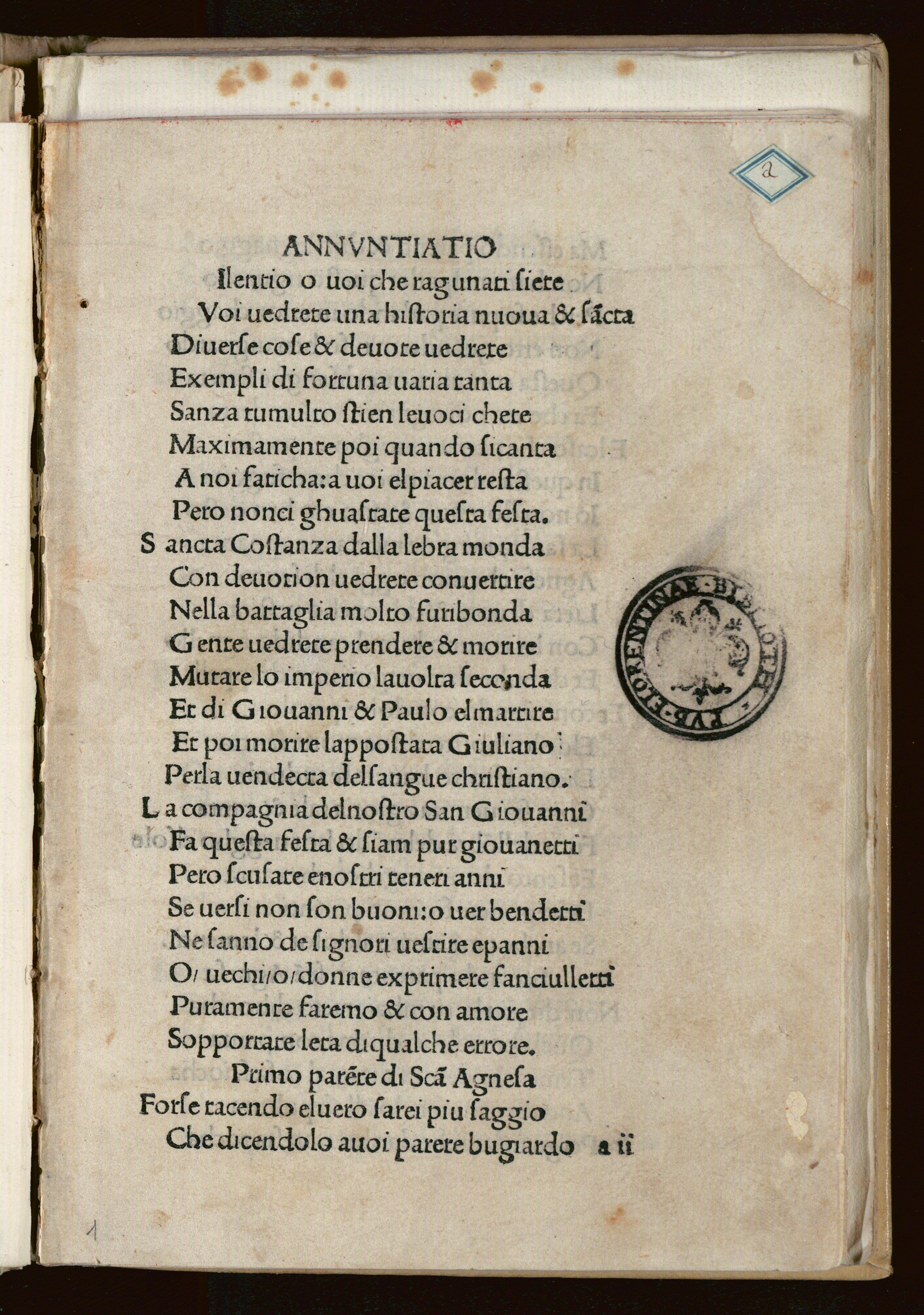
Sacra rappresentazione dei santi Giovanni e Paolo, écrit par Lorenzo de' Medici dans les dernières années de sa vie

La représentation sacrée est un genre théâtral de thème religieux. En Italie, il se développe au XVe siècle, en Toscane.

## Terminologie
La représentation sacrée est la narration d'un « fait religieux » composé de manière plus articulée par rapport à une simple lecture ou récitation d'un texte.
Le mot « représentation » dérivé de la philosophie classique, indique l'acte avec lequel la conscience reproduit quelque chose « d'extérieur » à elle (évènement, personne ou objet) ou rend évident quelque chose « d'intérieur » (un sentiment, un état d'esprit ou le produit de la fantaisie), en illustrant par exemple les significations symboliques et en traduisant les actions en images descriptives.
Depuis au moins l'Antiquité, l'homme sent la nécessité de représenter, au moyen du langage, de la gestuelle, et de la danse, ses sentiments religieux.
Ainsi, les rites propitiatoires avec mouvement ; les scènes de chasse et, de façon plus générale, les narrations d'évènements prodigieux, peuvent d'une certaine manière faire partie du concept complexe qui est communément synthétisé par la mention de « représentation sacrée ».
En se référant à la culture occidentale, on peut commencer à parler de représentation sacrée lorsque durant la lecture de textes religieux, on voit apparaître deux (ou plusieurs) lecteurs dialoguant ou non avec le rôle de narrateur (comme dans la lecture de la « Passion du Christ » pour la religion catholique). Les caractéristiques qui la distinguent d'une lecture normale sont le but didactique et le désir d'identification dans l'évènement.

## Le Théâtre des Mystères
L'un des premiers témoignages du théâtre médiéval sacré remonte à 970, lorsque l'évêque de Winchester décrit une représentation sacrée vue probablement à Limoges en France.
Le matin de Pâques un moine, qui interprète la partie de l'Angélus, va s'asseoir près du Saint-Sépulcre. Là, il est rejoint de trois moines qui symbolisent les trois Marie qui errent comme en cherchant quelque chose.
Le moine qui simule l'ange chante : « Quem quaeritis ? » (Qui cherchez-vous ?). L'action se poursuit avec l'annonce de la Résurrection et se termine avec le chant de la chorale « Te Deum ».

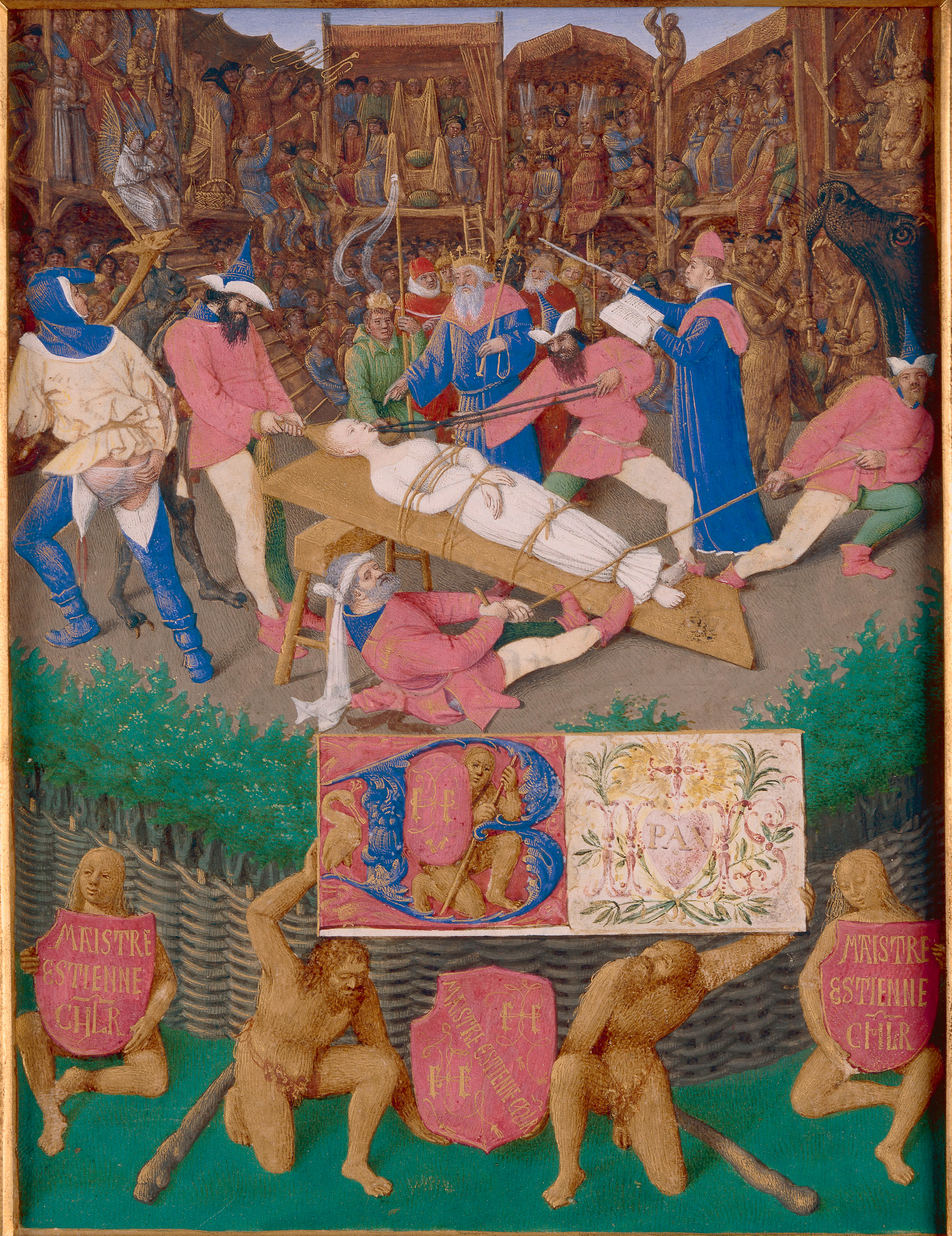
Jean Fouquet, le Livre d'heures d'Étienne Chevalier, Représentation du Mystère de sainte Apolline.

Cette représentation primitive du texte évangélique s'insère à l'intérieur de la principale célébration chrétienne : la messe de Pâques.
Ce besoin de représenter, pour les fidèles qui ne connaissait pas le latin, devient même un impératif moral pour l'Église.
Ces premières représentations faites à l'intérieur des églises eurent bien vite besoin de plus d'espace, ou bien d'un espace scénique important puisque les principales représentations sacrées étaient constitués de scénographies multiples, où apparaissaient en même temps les diverses scènes de la vie du Christ.
Le témoignage iconographique le plus important, en ce sens est la représentation appelée « Passion de Valenciennes » où cohabitent la maison de Marie pour l'Annonciation, le temple de la Présentation, le Palais d'Hérode, le Paradis et l'Enfer etc. dans une longue suite de constructions éphémères appelés « kiosques » pour leur forme arrondie, ouvertes en direction du regard du spectateur.
Ces kiosques, appelés « mansion » se trouvaient sur une grosse scène, peut-être l'un à côté de l'autre ou dans d'autres représentations comme celle du « Martyre de Saint Apolline », peinte par Jean Fouquet, la représentation est au centre de la scène pendant que la « mansion » occupée par des acteurs et entourée par les spectateurs dans une espèce d'ancêtre du théâtre élisabéthain.
Initialement, les acteurs, en général des habitants des villes dans lesquelles la représentation se déroulait, récitaient leur partie immobiles devant le public qui se pressait face aux divers « cadres vivants », et c'était le public qui avançait d'une scène à l'autre dans une espèce de Crucis .
Par la suite, la représentation prit vie et conquit le centre de la scène.
En France, mais pas seulement, on chercha à récupérer l'espace représentatif des anciens théâtres romains et cela aboutit même au théâtre profane médiéval qui proposa aux citoyens les anciennes comédies de Plaute et Térence qui furent traduites ensuite en langue vulgaire des Humanistes et furent les spectacles précurseurs du Théâtre à la Renaissance.

## En Italie
Pour la religion chrétienne la première représentation sacrée, qui prévoyait l'intervention d'êtres humains « figurants », fut la crèche vivante que Saint François d'Assise « organisa » en 1223 à Greccio. Cette tradition survit jusqu'à aujourd'hui et beaucoup d'exemples de crèches vivantes sont visibles dans le monde entier.

### Leslaudedramatiques
On ne peut pas parler de représentation sacrée sans passer par la description de la lauda dramatique. Cette représentation renfermait déjà toutes les caractéristiques d'un spectacle théâtral avec acteurs, costumes et musiques. La lauda tire ses origines de la ballade profane et, comme la ballade, elle est composée de « chambres » généralement confiées à un soliste ou à un groupe accordé comme un chœur.
Le précurseur de la forme dialogique qui portera à la naissance de la lauda dramatique fut sans doute Jacopone da Todi (1230–1306). Sa lauda la plus célèbre fut « Donna de paradiso » (ou « Pianto di Maria »), écrit en vers des septénaires et dans lesquels, outre Marie, apparaissent de nombreux personnages comme : Jésus Christ, le peuple, l'archange Gabriel (facilement identifiable en Saint Jean l'apôtre).
La lauda dramatique naquit et se développa dans une période très délicate pour l'Église, on parle en effet d'une période où le protagonisme idéologique était le rêve de renouvellement vu comme une restructuration de l'institution ecclésiastique fondée sur la spiritualité et sur la pauvreté. Il y eut un fort appel de « dévotion » populaire en réel accord avec l'expression religieuse du peuple qui aimait se sentir près du Christ en participant plutôt activement que passivement aux représentations expliquant en particulier des instants de sa vie.
Pour représenter les laude naquirent donc les « fraternités » (ensuite « confraternités ») composées souvent de clercs, mais aussi de laïcs. À partir de « fraternités » se développèrent ensuite successivement les laudesi, les battuti, les disciplinati, etc. L'église, comprenant l'espace architectural, devint bien vite un espace trop étroit pour le déroulement des représentations sacrées, soit du point de vue volumétrique soit du point de vue concernant la liberté d'expression. On commença rapidement (c'est-à-dire dès la fin du XIVe siècle) à construire des scènes sur les parvis à l'extérieur des églises et la conséquence fut la naissance de représentations théâtrales avec des thématiques profanes (du latin « pro + fānum » qui signifie « devant le, hors du temple »).

### L'usage de la musique, naissance de l'oratorio
La musique occupe vite une place importante dans les représentations sacrées ; la polyphonie linéaire traditionnelle laissa d'abord place à la monodie, accompagnée par quelques instruments qui créèrent ainsi progressivement la notion de basse continue. Souvent, le rôle du narrateur (ou du récitant) à l'intérieur de la représentation était chanté, et de là est né le terme de « récitatif » (toujours utilisé à l'heure actuelle dans l'opéra, par exemple), puis progressivement au XVIe siècle, la musique devint partie prenante de chacune de ces productions.
Dans ses débuts, le théâtre de la Renaissance traite fréquemment de sujets sacrés, ainsi à Florence voit-on les œuvres de Laurent le Magnifique, Feo Belcari ou Giovanni Maria Cecchi. Emilio de' Cavalieri en 1599 – au seuil de la naissance de l'opéra – écrivit « La Représentation de l'âme et du corps », qui fut « mise en scène » l'année suivante en 1600 dans l'église de Santa Maria in Vallicella. Ce fut une véritable « révolution musicale », et de ce nouveau mode de représentation sacrée proposé par Cavalieri naquit le genre musical nommé oratorio.
En ce temps s'était développé le drame en musique, genre caractérisé par la thématique pour le moins mythologique, qui était représenté dans les cours aristocratiques. Dans l'oratorio, contrairement au drame profane, il n'y avait pas l'exigence, purement esthétique, de montrer l'habileté des compositeurs et des interprètes au moyen d'exécutions virtuoses et complexes, mais c'est la simplicité et la cohérence des protagonistes qui fit évoluer le concept de beauté, qui dans ce cas n'était pas synonyme de complexité, mais d'une certaine simplicité et humilité.
Les autres différences fondamentales entre oratorio et drame chanté concernent les thématiques traitées, qui dans l'oratorio étaient par définition liées à la religion et souvent liées à des événements hagiographiques. Au-delà de l'oratorio, les costumes disparaissent et la voix devient le principal moyen de représentation ; en outre le lieu recevant la représentation n'est plus la cour, mais plutôt l'Eglise.
La composition de l'oratorio se divisa en deux courants de pensée : la première liée à la lauda (la laude ou louange) médiévale avec le recours à la langue vernaculaire ; le deuxième, qui naquit et se développa dans l'église del Sacrosanto Crocefisso de Rome, utilisa la langue latine, considérée comme plus élégante et moins liée à l'immanence de la situation humaine.
Le genre de l'oratorio connait son apogée au XVIIIe siècle. La structure de l'oratorio à cette époque devint très complexe et articulée et prévoyait des ensembles instrumentaux considérables et les compositions en style de motets contrapuntiques furent assez fréquemment remplacées par les récitatifs et le style de la monodie accompagnée.
Dans cette période, le thème majoritairement repris pour la création des oratorio fut la « Passion du Christ », avec la naissance de deux genres particuliers d'oratorio : la Passion dans laquelle les textes étaient directement tirés des Évangiles et étaient entrecoupés d’arie et d'interventions instrumentales, et la Passion composée d'un livret qui utilisait les saintes Écritures comme point de départ thématique, mais dont le texte était totalement libre. Le plus grand représentant du premier type de Passion fut sûrement Jean-Sébastien Bach.

### La messe musicale et les mystères populaires dès le Moyen Âge
L'oratorio peut être comparé à un autre genre sacré, pratiqué beaucoup plus longtemps : la messe. Lorsqu'on voulait chanter en polyphonie les différentes parties de la messe, on avait recours à des pièces d'origine et de conception différentes.
Dans les Alpes du Piémont (Vallée de Suse), à la différence du reste de l'Italie, du XIVe au XVIIIe siècles, on représentait des mystères avec des textes en langue française comme dans les proches Briançonnais et Maurienne. Dans le village de Mattie, par exemple, on récitait l’Historie de Sainte Marguerite, Vierge et Martyre, et la Représentation et martyre des Saints Courneille et Cyprien et Salustie. Dans le village de Giaglione/Jaillons, on récitait La passion de Notre Seigneur Jésus Christ selon Saint-Mathieu, et dans le village de Meana di Susa/Méans, on récitait le Mystère du Martyre de Saint-Constance. Ces Mystères duraient deux jours, avec environ 10 000 vers, plusieurs tableaux, et une soixantaine de personnages. Dans les Mystères de Mattie, deux personnages - le Héraut (narrateur) et Arlay le Soth (le bouffon incarnant la naïveté) - distrayaient le public en assurant la transition entre chaque tableau. Les Mystères mobilisaient la communauté entière avec un budget économique et une dépense d’énergie importante sur plusieurs mois de préparation : un effort énorme pour les petites communautés alpines qui se donnaient beaucoup de fatigue pour invoquer une grâce (par exemple, pour arrêter les épidémies de peste ou la famine, ou pour demander la protection du Christ et des Saints patrons du village pour toute la collectivité).

## Compositeurs et œuvres
Le premier compositeur à écrire de façon autonome toutes les parties de l'ordinaire de la messe en faisant un tout cohérent fut Guillaume de Machaut, avec sa Messe exécutée en 1364 à l'occasion du couronnement de Charles V.
Le genre devient ensuite une source inépuisable d'inspiration pour tous les musiciens. Il suffit de penser à la Messe en si mineur de Johann Sebastian Bach, à la Missa in Angustiis de Joseph Haydn, à la Messe en ut mineur de Wolfgang Amadeus Mozart, à la Missa solemnis de Ludwig van Beethoven ou à la Petite messe solennelle de Gioachino Rossini.
Après le Requiem de Mozart, la Messe de Requiem devient la variante la plus diffusée. Des exemples remarquables sont à l'époque romantique le Requiem für Mignon de Robert Schumann, le Requiem de Giuseppe Verdi et le Requiem Allemand de Johannes Brahms, à l'époque moderne le War Requiem de Benjamin Britten et à l'époque contemporaine le Requiem de Andrew Lloyd Webber.

## Sources
- (it) Cet article est partiellement ou en totalité issu de l’article de Wikipédia en italien intitulé « Sacra rappresentazione » (voir la liste des auteurs).